# Ernst Truscheit
Ernst Truscheit (* 16. August 1926 in Verden an der Aller; † 31. Januar 2009 in Wuppertal) war ein deutscher Chemiker.

## Leben
Ernst Truscheit studierte Chemie und wurde 1955 mit der Arbeit Radikalzerfall der Ketoxime und ihrer Derivate  an der TH Hannover zum Dr. rer. nat. promoviert. 1956 trat er in die Bayer AG ein und übernahm 1969 die Leitung des Biochemischen Instituts in Wuppertal. Ab 1984 koordinierte er die weltweite biotechnologische Forschung der Bayer AG.
Truscheit engagierte sich in zahlreichen Fachgremien. Von 1983 bis 1991 war er Schatzmeister bei der Gesellschaft Deutscher Chemiker (GDCh).
Er war von 1991 bis 1998 Generalsekretär der Gesellschaft Deutscher Naturforscher und Ärzte (GDNÄ), der ältesten und größten interdisziplinären Wissenschaftsvereinigung in Deutschland.